# Terence Parkin
Terence Parkin (Bulawayo, 12 de abril de 1980) es un nadador sudafricano de origen zimbabuense especializado en pruebas de estilo braza, donde consiguió ser subcampeón olímpico en 2000 en los 200 metros.

## Carrera deportiva
En los Juegos Olímpicos de Sídney 2000 ganó la medalla de plata en los 200 metros estilo braza, con un tiempo de 2:12.50 segundos que fue récord del continente africano, tras el italiano Domenico Fioravanti (oro con 2:10.87 segundos que fue récord de Europa) y por delante del también italiano Davide Rummolo.